# Észtország a 2011-es úszó-világbajnokságon
Észtország a 2011-es úszó-világbajnokságon hat úszóval vett részt.

## Úszás
Férfi
| Versenyző        | Esemény                       | Selejtező | Selejtező | Elődöntő          | Elődöntő          | Döntő             | Döntő             |
| Versenyző        | Esemény                       | Idő       | Helyezés  | Idő               | Helyezés          | Idő               | Helyezés          |
| ---------------- | ----------------------------- | --------- | --------- | ----------------- | ----------------- | ----------------- | ----------------- |
| Pavel Naroshkin  | Férfi 800 méteres gyorsúszás  | 8:44.06   | 50        |                   |                   | Nem jutott tovább | Nem jutott tovább |
| Filipp Provorkov | Férfi 50 méteres mellúszás    | 28.39     | 29        | Nem jutott tovább | Nem jutott tovább | Nem jutott tovább | Nem jutott tovább |
| Martti Aljand    | Férfi 100 méteres mellúszás   | 1:02.78   | 54        | Nem jutott tovább | Nem jutott tovább | Nem jutott tovább | Nem jutott tovább |
| Martti Aljand    | Férfi 200 méteres mellúszás   | 2:18.65   | 39        | Nem jutott tovább | Nem jutott tovább | Nem jutott tovább | Nem jutott tovább |
| Martin Liivamagi | Férfi 200 méteres vegyesúszás | 2:01.88   | 26        | Nem jutott tovább | Nem jutott tovább | Nem jutott tovább | Nem jutott tovább |

Női
| Versenyző    | Esemény                       | Selejtező | Selejtező | Elődöntő          | Elődöntő          | Döntő             | Döntő             |
| Versenyző    | Esemény                       | Idő       | Helyezés  | Idő               | Helyezés          | Idő               | Helyezés          |
| ------------ | ----------------------------- | --------- | --------- | ----------------- | ----------------- | ----------------- | ----------------- |
| Triin Aljand | Női 50 méteres gyorsúszás     | 25.41     | 17 Q*     | 25.57             | 16                | Nem jutott tovább | Nem jutott tovább |
| Triin Aljand | Női 50 méteres pillangóúszás  | 26.43     | 10 Q      | 26.48             | 12                | Nem jutott tovább | Nem jutott tovább |
| Triin Aljand | Női 100 méteres pillangóúszás | 59.78     | 26        | Nem jutott tovább | Nem jutott tovább | Nem jutott tovább | Nem jutott tovább |
| Jane Trepp   | Női 50 méteres mellúszás      | 32.00     | 16 Q      | 32.33             | 16                | Nem jutott tovább | Nem jutott tovább |

- egy úszó visszalépett ezért ő jutott tovább